# Michelle Loi
Michelle Loi, née le 30 mars 1926  à Donjeux (Haute-Marne) et morte le 14 mai 2002 à Tremblay-en-France,, est une sinologue française, universitaire, traductrice et écrivain, membre du parti communiste français, spécialiste de la littérature chinoise moderne, et plus particulièrement de Lu Xun.

## Biographie
Michelle Loi fait ses études à l'École normale supérieure de jeunes filles à l'issue desquelles elle est agrégée de lettres classiques (1947). Michelle Loi est professeur et enseigne le français, le latin et le grec pendant seize ans. À partir de 1959, tout en continuant son enseignement, elle commence à apprendre le chinois à l'École des langues orientales. Elle rédige une thèse à la Sorbonne sous la direction de René Étiemble  sur les relations entre la poésie occidentale et la nouvelle poésie chinoise. 
Avec son mari et leur ami Louis Althusser, elle s'engage activement dans le soutien à la Chine de Mao Zedong. En 1967 et 1968, elle critique  « l’exactitude des traductions » des écrits chinois publiés par le Parti communiste français. Elle rejoint la revue Tel Quel au côté de Philippe Sollers.
Elle soutient sa thèse en 1970, après avoir pu obtenir entre 1967 et 1969 un détachement au CNRS en tant que chargée de recherche en langues et civilisations orientales et devient assistante de chinois à l'Université Paris VIII - Vincennes. Elle y effectue sa carrière universitaire, y devenant maître de conférences puis professeur. Elle fonde le Groupe Luxun qui rassemble  étudiants et jeunes chercheurs de toutes nationalités autour d'un projet ayant comme but l'étude de l'écrivain et poète chinois Lu Xun et la traduction de ses œuvres. Elle y développa l’interprétation que Mao Zedong donna de l’œuvre de l’écrivain .
À la fin de l'année 1971, ses travaux – traduction de poèmes anciens sous le titre de Roseaux sur le mur, anthologie de poètes contemporains occidentalisés –, lui valent d'être invitée par Kouo Mojo, vice-président de l'assemblée nationale et président de l'Academia sinica, à faire un séjour de cinq semaines en Chine. Il en sortira, en 1973, le livre L'Intelligence au pouvoir. Un monde nouveau : la Chine.
Elle traduit elle-même plusieurs essais de Lu Xun et contribue à le faire connaître auprès du grand public français, ainsi que les poèmes de Guo Moruo.
En 1979, elle confie ses interrogations face aux mutations de la société chinoise post-maoïste  : « De plus en plus, j’ai bien peur que moi et ma contribution ne seront appréciées en Chine. Ici en France, là-bas en Chine, je ressens, moi aussi, la solitude ».
Dans les dernières années de sa vie, Michelle Loi effectue des recherches de généalogie et étudie l'histoire de sa ville natale de  Wassy en Haute-Marne, publiant en 1993 Les gens de Wassy.

## Controverse avec Simon Leys
Dans les années 1970, la publication des essais sur la Chine, dont Les Habits neufs du président Mao publié en 1971, du sinologue Simon Leys provoque l'hostilité des milieux maoïstes français de l'époque, représentés notamment par la revue Tel Quel. Michelle Loi publie, en 1975, un court livre intitulé Pour Luxun (Lou Sin). Réponse à Pierre Ryckmans (Simon Leys), dont le titre dévoile le nom réel de Simon Leys, au risque de lui interdire de pouvoir retourner en Chine. Leys lui répond dans L'oie et sa farce, un court pamphlet annexé à son livre Images Brisées et où il reproche à Michelle Loi d'avoir révélé son identité véritable. Dans un passage, il parle des dénonciateurs qui voudraient qu'il n'entre plus en Chine (il s'agit de la période 1975-1976) : « La seule idée qu'un individu comme Simon Leys puisse constamment souhaiter revoir la Chine, qu'il ait noué dans ce monde-là les liens les plus chers, ne leur paraît pas seulement incompréhensible, elle leur est proprement sacrilège. »
Cependant, l'essentiel de la réponse de Simon Leys consiste à contester l'autorité et la compétence de Michelle Loi. Il s'emploie en effet à démontrer, en citant ce qu'il identifie comme des erreurs de sa part, que sa reconversion dans les études chinoises n'est pas couronnée de succès. » À l'appui de ces accusations, il cite de Michelle Loi L'Intelligence au pouvoir : « Dans cet ouvrage au titre prédestiné, les perles se ramassent par boisseaux : ainsi Qin Shihuang y est défini comme l'Empereur Jaune : que diriez-vous d'une spécialiste d'histoire italienne qui prendrait Mussolini pour Romulus ? L'écart chronologique est le même. » La dénonciation de Michelle Loi comme la vigueur de la réponse de Leys témoignent de la violence des affrontements idéologiques de l'époque au sein du monde intellectuel européen à l'époque du maoïsme.

## Accueil critique
En 1973, dans la Revue de l'Est, Patrice Gélard, professeur à l'université de Lille II, voit dans son ouvrage L'intelligence au pouvoir, un monde nouveau : La Chine, « Une intéressante plaidoirie en faveur de la Chine mais par trop dénuée d'esprit critique ».

## Publications
- Poèmes de Guo Moruo (1892-1978), Gallimard, coll. « Connaissance de l'Orient », 1970, 151 p.
- Roseaux sur le mur : les poètes occidentalistes chinois, 1919-1949, Gallimard, coll. « Bibliothèque des idées », 1971, 613 p.
- L'Intelligence au pouvoir. Un monde nouveau : la Chine, Paris, François Maspero, 1973, 178 p.
- Pour Luxun (Lou Sin). Réponse à Pierre Ryckmans (Simon Leys), Alfred Eibel, 1975.
- Poésie et politique en Chine, in La Traversée des signes, Paris, Éditions du Seuil, coll. « Tel quel », 1975
- Poètes du peuple chinois, Collection L'Exemplaire, Hallier, P.J. Oswald, 1976, 176 p.  (ISBN 2-85785-009-3)
- Les dits-faits-rances, in Questions féministes, No 6, septembre 1979, pp. 34-68
- Poètes chinois d'écoles françaises, Adrien Maisonneuve, coll. « Librairie d'Amérique et d'Orient », 1980, 159 p.
- Luxun. Histoire d'A Q : véridique biographie, Presses universitaires de France, coll. « Études littéraires », 1990.  (ISBN 978-2-13-042979-1)
- Luxun, écrivain chinois ou Adieu mes ancêtres, illustrations de Qiu Sha, Hachette jeunesse, 1991
- Les gens de Wassy, éditions Dominique Guéniot, 1993

Traductions des textes de Lu Xun (réalisées notamment dans le cadre du Groupe "Luxun" de l'Université Paris-VIII Saint-Denis)
- Un combattant comme ça, Le Centenaire, 1972.
- Pamphlets et libelles, François Maspéro, 1977, 255 p.
- Sur la langue et l'écriture chinoises, Aubier-Montaigne, 1979, 131 p.
- Quelques pages pour Luxun ; 1, Centre de Recherches de Paris VIII-Vincennes, 1981, 112 p.
- Quelques pages pour Luxun ; 2, Centre de Recherches de Paris VIII-Vincennes, 1981, 86 p.
- La Vie et la Mort injustes des femmes : anthologie, Mercure de France, 1985, 315 p.
- Poèmes, édition bilingue, Arfuyen, Paris, 1985.
- La Littérature en dentelles, Acropole : Unesco, 1987, 213 p.
- Histoire d'A Q, véridique biographie, Librairie générale française, 1990, 125 p. volume 3116 du Livre de Poche - Biblio  (ISBN 978-2-253-04925-8)
- Cris, traduction de Joël Bellassen, Feng Hanjin, Jean Jouin et Michelle Loi, Albin Michel, coll. « Les Grandes Traductions », 1995.